# Bitis gabonica rhinoceros
Bitis gabonica rhinoceros là một loài rắn trong họ Rắn lục. Loài này được Schlegel mô tả khoa học đầu tiên năm 1855.

## Hình ảnh

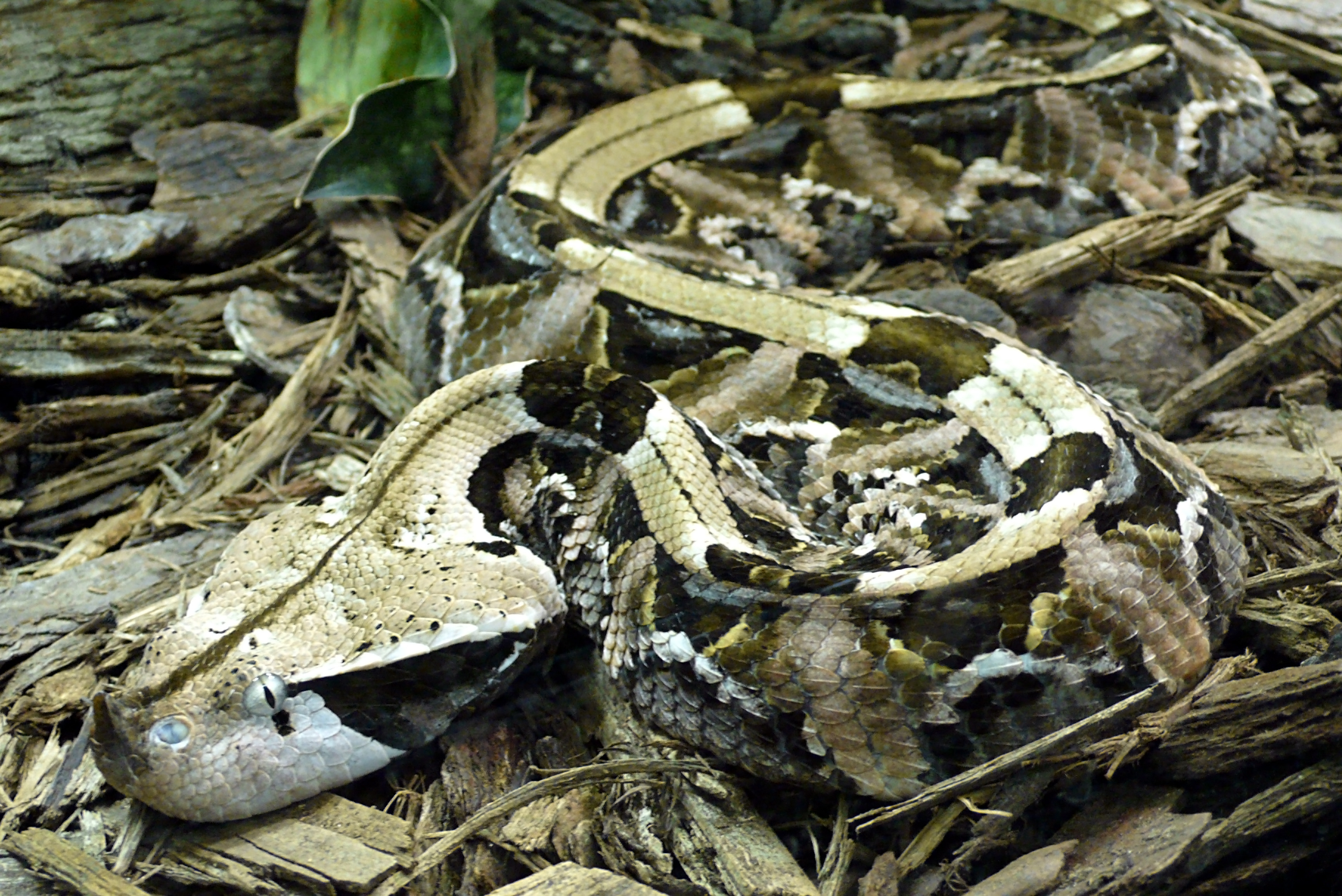
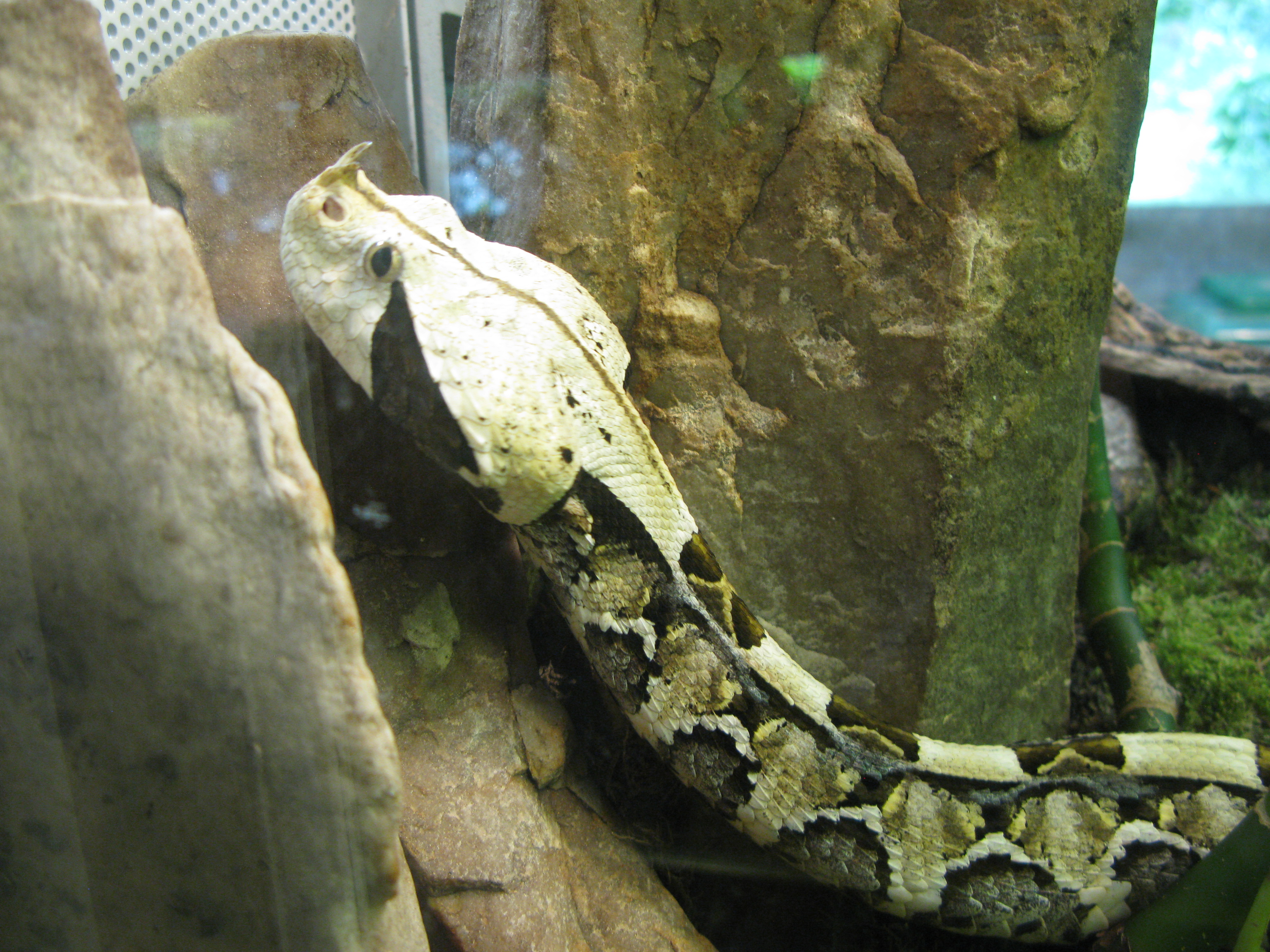
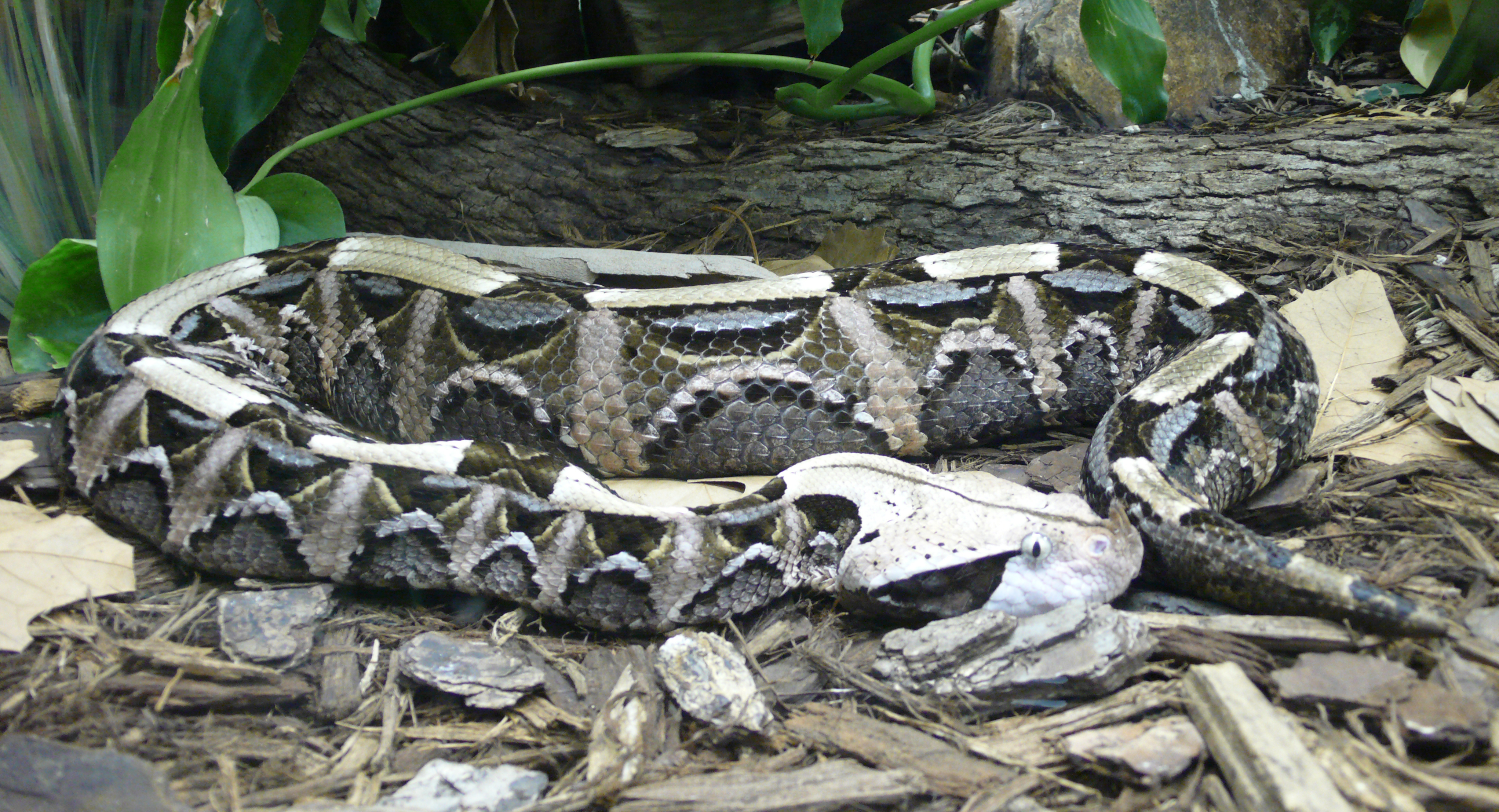
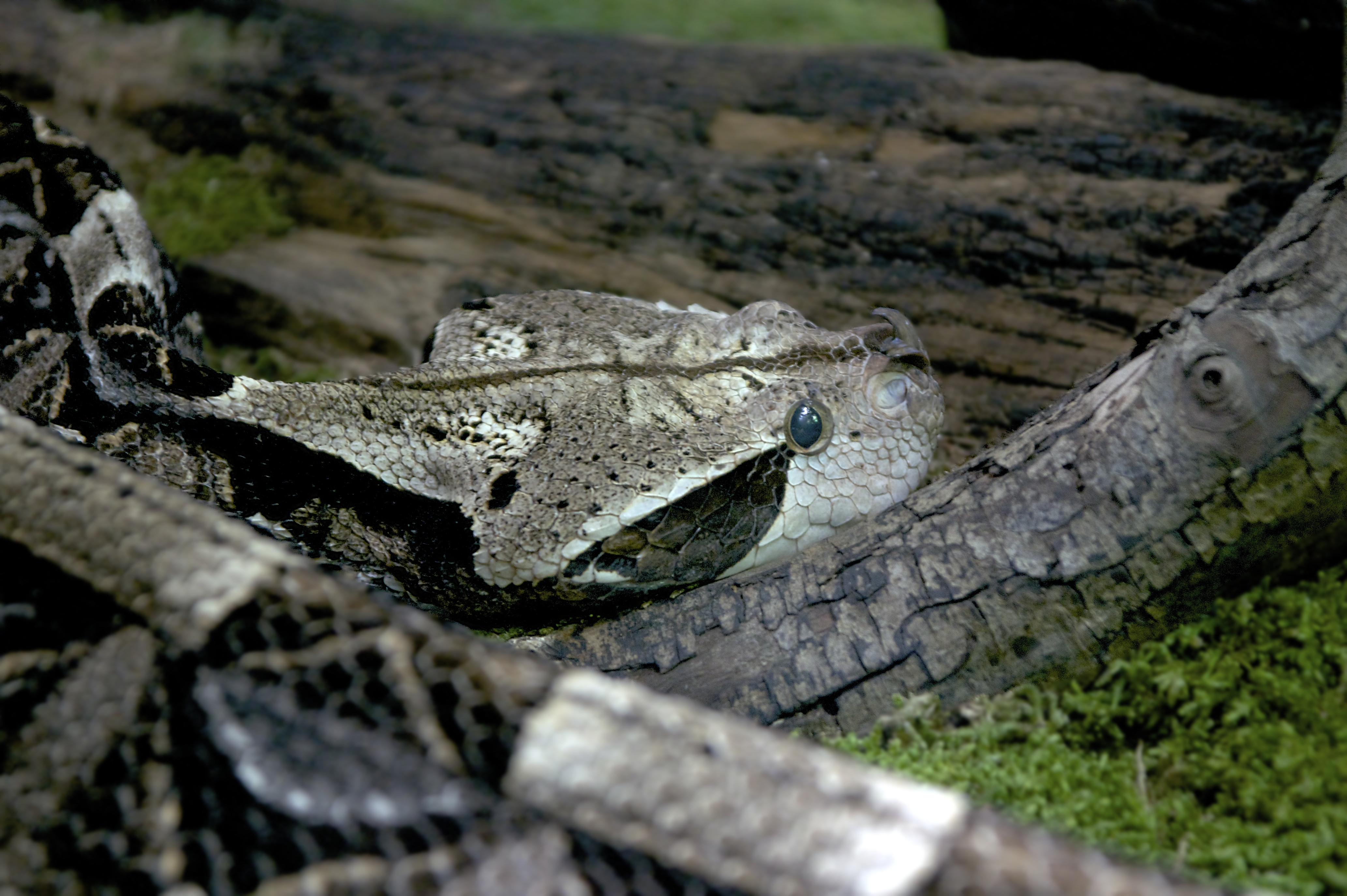